# Contrada di Borgo San Luca

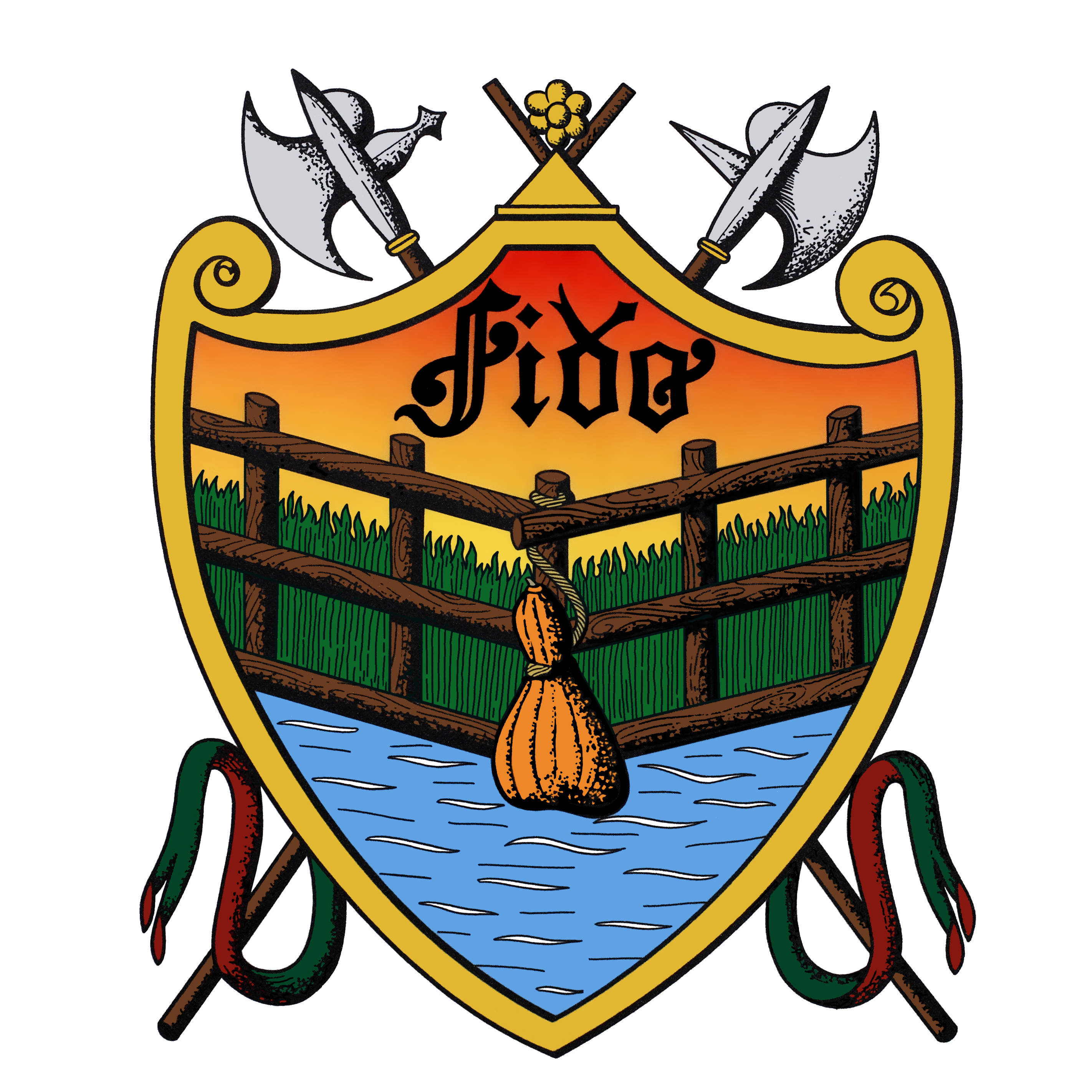
Il Borgo San Luca si identifica con i colori rosso e verde e con lo stemma su cui compare lo steccato (detto paraduro) che divide la zona paludosa da quella bonificata per volere di Leonello d’Este, allo steccato è legata una zucca, secca e vuota, ad indicare il livello delle acque, il tutto sormontato dalla scritta F.I.D.O. (Fides Iustitia Domino Opulentissimo – fiducia nella giustizia del Signore magnanimo), motto dedicato ai signori d’Este quale ringraziamento per i lavori compiuti al fine di preservare il territorio del Borgo dalle frequenti inondazioni.

Il Borgo San Luca è una delle otto contrade del Palio di Ferrara, attualmente campione d’Italia della Federazione Italiana Sbandieratori; è inoltre la contrada più titolata di Ferrara.  
I colori ufficiali della Contrada sono il rosso e il verde. 
L'impresa è del Paraduro (o dello steccato).
Nel 2019 la contrada rosso-verde ha vinto la gara dei cavalli.

## Storia
L'insediamento della Contrada nel territorio, fu posto a difesa della città contro i pericoli che venivano (soprattutto) dal Veneto: nella guerra contro Venezia, durante la famosa e decisiva battaglia detta “della Polesella” (1512), l'attacco fu sferrato proprio da questa postazione, i cui uomini distrussero la flotta veneziana.
L'impresa del “Paraduro”, detta anche “dello steccato” o della “calza” – stemma personale di Leonello d'Este e del suo successore Borso – è legata ai lavori di bonifica avviati nel Polesine di Ferrara. Lo steccato raffigurato, rappresenta una delle chiuse che venivano utilizzate per regolare l'afflusso delle acque, e, la zucca avvolta nella "calza" legata a fior d'acqua allo steccato, veniva utilizzata come idrometro per indicare ai guardiani il livello delle acque.
Il motto del Borgo (che sormonta il Paraduro), è identificato nella dicitura F.I.D.O, ovvero Fides Iustitia Domino Opulentissimo (fedeltà, giustizia, dominio e ricchezza), a testimonianza della fede dei signori della città nel lavoro dell’uomo e nella clemenza divina. Esso è raffigurato sullo sfondo dei colori rosso et verde nelle insegne di questo illustre borgo; questi sono i colori ufficiali della Contrada.

## Struttura
Il Borgo San Luca “vive” intensamente tutto il tempo dell’anno con l’obiettivo di primeggiare in qualsiasi ambito in cui è coinvolto. 
Per questo si è strutturato in “gruppi” a cui aderiscono i propri soci in modo volontario e gratuito. 
Grandi primati sono stati raggiunti dagli sbandieratori e dai musici che da sempre dominano la scena cittadina e nazionale, vantando infatti il maggior numero di vittorie conseguite; menzione d’obbligo va al vivaio giovanile ed agli allenatori. 
Lo studio, la ricerca, la creazione, il rinnovo e la manutenzione dei numerosi abiti d’epoca, tutti fedelmente riprodotti, sono di competenza del gruppo cucito, dove le sartine del Borgo si adoperano affinché tutto sia realizzato nella sartoria interna. 
La compagnia d’arme, che comprende soldati, guardie, armigeri, artiglieri, arcieri e figure complementari è dotata di armi, armature, cannoni e di tutto quanto necessita per dar vita ad un accampamento medievale nonché alle rievocazioni di battaglie epiche. La più nota si riferisce all’assedio di Ferrara del 1333 e viene riproposta annualmente nell’ambito della “Giostra del Borgo”, festa a carattere medievale che si svolge per tre settimane nel mese di giugno presso l’ippodromo comunale. 
La Compagnia dello Steccato raccoglie gli improvvisati attori del Borgo che gioiosamente mettono in scena commediole comiche, tutte rigorosamente ambientate nel rinascimento, esibendosi sia in teatri che in spettacoli di strada. 
Il gruppo Domini in Danza si cimenta nel riproporre danze rinascimentali su musiche originali del periodo. 
Il Borgo non è solo Palio, medioevo, rinascimento e corse. Le attività ludiche, il sostentamento economico, l’inserimento nel tessuto cittadino e sociale, la partecipazione a mostre e fiere, l’organizzazione di eventi culturali e di ogni tipo, la gestione del bar e del ristorante vengono garantiti dal Circolo Ricreativo del Borgo San Luca di cui fanno parte anche il Comitato Eventi ed il gruppo Cuochi e Cucinieri. 

## Territorio
Essendo un borgo, il territorio della Contrada si estende al di fuori delle mura cittadine inglobando le aree poste a sud-ovest della città.
I confini sono delimitati da:
- il canale di Marrara, costeggiando il Po di Volano fino alla ferrovia per Bologna;
- via Bologna (entrambi i lati dal ponte di Porta Reno) fino a Montalbano, compresi gli agglomerati urbani di Chiesuol del Fosso, San Martino, Marrara e territori limitrofi (escluso l'abitato di San Bartolomeo in Bosco).
Il territorio del Borgo iniziò a formarsi da uno dei primi nuclei di insediamento attestato sul ramo del Po che attraversava la Ferrara antica, all'epoca della costruzione dell'omonima chiesa (circa IX secolo). Nella chiesa di San Luca si venera ancora un crocefisso ligneo risalente all'età longobarda che, secondo la leggenda, arrivò in città nel 1182 galleggiando sulle acque del fiume Po, e venne raccolto dagli abitanti del medesimo Borgo.
Nei primi decenni del Novecento il quartiere ospitava un capolinea e la sede della rete tranviaria urbana.